# Зоряне (Сумський район)
Зо́ряне — селище в Україні, у Миколаївській селищній громаді Сумського району Сумської області. Населення становить 143 особи. Орган місцевого самоврядування - Миколаївська селищна рада.

## Географія
Селище Зоряне розташоване між річками Вир та Сумка (6 км). На відстані 1.5 км розташоване селище Амбари та село Аркавське.
Поруч пролягає залізниця, найближчі станції — Амбари та Лікарське (2 км).

## Історія
- Селище постраждало внаслідок геноциду українського народу, проведеного урядом СССР 1932–1933 та 1946–1947 роках[джерело?].
- 12 червня 2020 року, відповідно до розпорядження Кабінету Міністрів України № 723-р «Про визначення адміністративних центрів та затвердження територій територіальних громад Сумської області», селище увійшло до складу Миколаївської селищної громади[1].
- 19 липня 2020 року, в результаті адміністративно-територіальної реформи та ліквідації Білопільського району, селище увійшло до складу новоутвореного Сумського району[2].